# Panhala
Panhala és una ciutat, estació de muntanya i municipi de Maharashtra, districte de Kolhapur, el municipi amb menys habitants de l'estat amb només 3.450 habitants al cens del 2001. És a 20 km de Kolhapur. Le muntanes Panhala que la rodegen tenen una altura d'uns 850 metres, i al cim es troba la fortalesa de Panhala, atribuïda al silahara Bhoja II Raja al segle xii, segurament construïda entre 1178 i 1209. Després va passar a mans dels yadaves i d'aquestos als bahmànides. Mahmud Gawan hi va acampar el 1469. Quan es van establir els adilshàhides com a governants de Bijapur el 1489, Panhala va quedar als seus dominis i fou fortificada. A la mort d'Afzal Khan el 1659, Sivaji va atacar Panhala i va arrabassar la fortalesa definitivament a Bijapur el 1673. Vint anys després quan Sambhaji fou det presoner per l'exèrcit de l'emperador Aurangzeb a Sangameshwar, a Ratnagiri, Panhala va passar als mogols (1689). El 1692 Kashi Ranganath Sarpotdar sota direcció de Parshuram Pant Pratinidhi la va ocupar temporalment però els mogols la van recuperar el 1700. El 1701 Panhala fou conquerida als mogols per Ramchandra Pant Amatya, ancestre del que després fou sobirà de Bavda. El 1705 Tara Bai, la vídua de Raja Ram, va convertir Panhala en quarter general i va romandre seu del govern maratha fins que fou traslladada a Kolhapur el 1782. Vers 1827 Panhala i Pavangarh van passar temporalment als britànics; el 1844, durant la minoria de Sivaji IV, Panhala i Pavangarh foren ocupades pels rebels que van capturar al coronel Ovans, el resident a Satara, que estava de gira, i el van empresonar a Panhala. Els britànics van enviar al general Delamotte i l'1 de desembre de 1844 van obrir bretxa al fort i el van ocupar per assalt; les fortificacions foren desmantellades. Una guarnició de 1.845 soldats i 100 canons fou enviada per vigilar el fort. Panhala fou declarada capital d'una subdivisió i d'un sanatori a l'estat de Kolhapur. Enfront del temple de Sambhaji i havia també el de Jijabai Sahib, esposa del maharaja Sambhaji (1712-1760). La capella del santó Sadhoba era el monument musulmà principal.